# Hitler's Pope: The Secret History of Pius XII
Hitler's Pope: The Secret History of Pius XII (с англ. — «Папа Гитлера: тайная история Пия XII») — книга, опубликованная в 1999 году бывшим семинаристом, историком и журналистом Джоном Корнвеллом.
В своём труде он весьма критически исследует действия папы римского Пия XII, направленные на легитимизацию нацистского режима в Германии в 1933 году, в частности заключение конкордата с гитлеровскими властями. Корнвелл критикует также деятельность Пия во время Второй мировой войны. Книга вызвала отрицательную реакцию ряда авторов, в том числе католических, указавших на игнорирование ряда фактов, указывающих, с их точки зрения, на более достойную позицию папы в войне.

## Издание
- Cornwell J.[англ.]. Hitler's Pope: The Secret History of Pius XII. — Penguin, 2000. — 464 p.